# Episodi di Lassie (serie televisiva 1954) (tredicesima stagione)
Gli episodi della tredicesima stagione di Lassie sono stati trasmessi per la prima volta negli USA tra l'11 settembre 1966 e il 30 aprile 1967. La stagione fa parte di "The Ranger years" in quanto Lassie è di proprietà di Corey, una guardia forestale. 
| n° | Titolo originale          | Titolo italiano             | Prima TV USA      | Prima TV Italia |
| -- | ------------------------- | --------------------------- | ----------------- | --------------- |
| 1  | Lassie and the Buffalo    | Lassie e il bisonte         | 11 settembre 1966 |                 |
| 2  | Danger Mountain           |                             | 18 settembre 1966 |                 |
| 3  | Fly Away Home             |                             | 25 settembre 1966 |                 |
| 4  | A Time for Courage        | Incendio nella foresta      | 2 ottobre 1966    |                 |
| 5  | Lassie Baits a Bear       | Orsacchiotto goloso         | 9 ottobre 1966    |                 |
| 6  | Lassie the Voyager (1)    |                             | 16 ottobre 1966   |                 |
| 7  | Lassie the Voyager (2)    |                             | 23 ottobre 1966   |                 |
| 8  | Lassie the Voyager (3)    |                             | 30 ottobre 1966   |                 |
| 9  | Lassie the Voyager (4)    |                             | 6 novembre 1966   |                 |
| 10 | Lassie the Voyager (5)    |                             | 13 novembre 1966  |                 |
| 11 | Lassie the Voyager (6)    |                             | 20 novembre 1966  |                 |
| 12 | Lassie the Voyager (7)    |                             | 27 novembre 1966  |                 |
| 13 | Little Jim                | La corsa al trotto          | 4 dicembre 1966   |                 |
| 14 | The Greatest Gift         | Il più grande regalo        | 25 dicembre 1966  |                 |
| 15 | Once Upon a Horse         | Un cavallo selvaggio        | 1º gennaio 1967   |                 |
| 16 | Interlude of Mercy        | Leone di montagna           | 8 gennaio 1967    |                 |
| 17 | Crisis at Devil's Gorge   | Crisi alla Gola del Diavolo | 15 gennaio 1967   |                 |
| 18 | Lassie's Litter Bit       | I pirati della foresta      | 22 gennaio 1967   |                 |
| 19 | Day of the Bighorn        | Il giorno dell'ariete       | 29 gennaio 1967   |                 |
| 20 | The Protectors            | La civetta                  | 5 febbraio 1967   |                 |
| 21 | A Matter of Seconds       | Questione di secondi        | 19 febbraio 1967  |                 |
| 22 | Never Look Back           |                             | 26 febbraio 1967  |                 |
| 23 | The Eigh Life of Henry IV | L'ottava vita di Enrico IV  | 5 marzo 1967      |                 |
| 24 | Lure of the Wild          |                             | 12 marzo 1967     |                 |
| 25 | Most Dangerous Game       | Un gioco molto pericoloso   | 19 marzo 1967     |                 |
| 26 | Barney                    | Barney                      | 2 aprile 1967     |                 |
| 27 | Return of the Charm       |                             | 9 aprile 1967     |                 |
| 28 | Winged Attack             | Attacco Alato               | 16 aprile 1967    |                 |
| 29 | Goliath                   | Il gigante Golia            | 23 aprile 1967    |                 |
| 30 | Trapped                   | Il salvataggio              | 30 aprile 1967    |                 |

## Lassie e il bisonte
- Titolo originale: Lassie and the Buffalo

### Trama
Corey accompagna un suo amico che intende scrivere un articolo sulla caccia ai bufali (in realtà, bisonti) che si svolge in una riserva. Per evitare che la popolazione di bisonti aumenti troppo, una volta all'anno una parte degli animali viene abbattuta. Tra gli animali da uccidere è finita però per sbaglio una femmina di bisonte che ha appena avuto un cucciolo: Lassie libera il vitello (rimasto impigliato in un filo spinato) che si ricongiunge alla madre. Accorgendosi di ciò, Corey interrompe la caccia.

## Incendio nella foresta
- Titolo originale: A Time of Courage

### Trama
Un giovane pompiere resta ferito e Corey lo sostituisce, lasciandogli Lassie come compagnia. Mentre lottano contro un incendio, Corey ed uno dei pompieri restano isolati dagli altri e vengono circondati dalle fiamme. Il pompiere ferito manda allora Lassie, munita di una radiotrasmittente, a cercarli. 

## La corsa al trotto
- Titolo originale: Little Jim

### Trama
Un anziano sta allenando il suo pony, Little Jim, sperando di vincere una gara. L'uomo cade però dal carrozzino e viene sostituito il giorno della corsa da sua nipote. Questa dimentica di indossare la giacca del nonno e il pony rifiuta di correre, finché Lassie non le porta la giacca. 
Little Jim recupera il tempo perduto e vince la gara. 

## Il più grande regalo
- Titolo originale: The Greatest Gift

### Trama
Il distretto di Corey è stato scelto per donare l'albero di Natale alla Casa Bianca. Recandosi sul posto, la guardia forestale incontra un bambino disperato perché suo padre, militare in Vietnam, risulta disperso. Corey e Lassie cercano di distrarre il bambino, che all'accensione dell'albero esprime il desiderio che suo padre ritorni; cosa che difatti succede.

## Un cavallo selvaggio
- Titolo originale: Once Upon a Horse

### Trama
Lassie trova un cavallo selvaggio rimasto ferito; curato da Corey e dal veterinario, l'animale resta tuttavia zoppo e non può essere liberato, ma d'altra parte rifiuta di farsi domare. Mentre Corey è assente, Lassie fa fuggire il cavallo che ritorna al suo branco, venendo però sconfitto dal nuovo capo-branco che ha preso il suo posto. Il cavallo torna allora nel recinto, accettando Corey come padrone. 

## Leone di montagna
- Titolo originale: Interlude of Mercy

### Trama
Lassie difende un cucciolo di puma dall'assalto di un lupo; nel fare ciò, la cagna cade da un dirupo restando zoppa. La madre del cucciolo ricambia prendendosi cura di Lassie finché questa non guarisce. 

## Crisi alla Gola del Diavolo
- Titolo originale: Crisis at Devil's Gorge

### Trama
Corey sta facendo alcune ricerche in un canyon chiamato Gola del Diavolo, quando un serpente a sonagli spaventa il suo cavallo. Cercando di allontanare il serpente, l'uomo viene morso; allontanatasi in cerca di aiuto, Lassie si fa seguire da un elicottero fino al padrone, che viene soccorso. 

## I pirati della foresta
- Titolo originale: Lassie's Litter Bit

### Trama
Le guardie forestali hanno installato alcuni cartelli che invitano a tenere pulita la foresta, ma alcuni turisti continuano a spargere rifiuti e uno di essi getta vari oggetti in un burrone. Un procione rimane incastrato in un barattolo e Lassie ferma il turista che era ripartito sul suo camper, facendogli liberare l'animale. L'uomo si convince a raccogliere poi gli altri rifiuti. 

## Il giorno dell'ariete
- Titolo originale: Day of the Bighorn

### Trama
Mentre accompagna le guardie forestali sulle Montagne Rocciose, Lassie aiuta un ariete bighorn che, rimasto incastrato con le corna in un cespuglio, viene inoltre aggredito da alcuni cani randagi. Lassie lotta con uno dei cani, mentre Corey, accorso sul posto, mette in fuga gli altri e libera l'ariete.

## La civetta
- Titolo originale: The Protectors

### Trama
Una civetta difende le sue uova da un opossum, ma resta ferita e non riesce più a tornare al nido. Lassie accompagna sul posto un'aquila a cui fa covare le uova, che si schiudono. Mentre la civetta si riprende, Lassie e l'aquila difendono il nido da un altro assalto degli opossum. 

## Questione di secondi
- Titolo originale: A Matters of Second

### Trama
Corey scopre alcuni rottami di automobili in fondo ad un burrone e chiama il carro attrezzi per farle demolire. Nel frattempo, Lassie gioca con uno scoiattolo che si nasconde nel baule di una delle macchine rimanendo poi bloccato all'interno. Lassie corre alla discarica ed un attimo prima che la l'auto venga schiacciata da una pressa, avverte Corey che libera lo scoiattolo. 

## L'ottava vita di Enrico IV
- Titolo originale: The Eigh Life of Henry IV

### Trama
Corey tiene una conferenza su come migliorare il lavoro dei taglialegna. Il custode del palazzo ha una gatta con quattro gattini, di cui uno, Enrico IV, finisce costantemente nei guai. Salvato una prima volta da Lassie, il gattino viene riportato indietro; in seguito, Enrico IV gioca con alcuni barattoli che cadono rompendo un filo elettrico e nel palazzo scoppia un incendio. Mentre il custode mette in salvo la gatta e gli altri tre cuccioli, Lassie getta Enrico IV sul telo dei pompieri, prima di saltare giù anch'essa. 

## Un gioco molto pericoloso
- Titolo originale: Most Dangerous Game

### Trama
In una foresta sono scoppiati vari incendi e una parte di essi sono causati da un bambino che gioca con i fiammiferi. Lassie trova il bambino impedendogli di continuare il "gioco", poi trascina un ramo infuocato nel fiume. Intanto Corey e le altre guardie forestali accorrono sul posto spegnendo definitivamente l'incendio. 

## Barney
- Titolo originale: Barney

### Trama
Corey visita un allevamento di tacchini selvatici, acquistandone alcuni per ripolare la foresta. Il padrone dell'allevamento è preoccupato per Barney, il suo cane da guardia, che è caduto in depressione dopo una lotta con una lince; Corey lascia Lassie a fargli compagnia. Intanto la lince ritorna e minaccia i tacchini: Lassie cerca di difendere gli uccelli, ma rimane incastrata nella recinzione venendo attaccata essa stessa dalla lince. Barney ritrova però il suo coraggio e lotta con la lince mettendola in fuga.

## Il gigante Golia
- Titolo originale: Goliath

### Trama
Golia è un enorme bue usato come attrazione turistica in un autogrill. Fermandosi sul posto, Corey ed un collega si accorgono che l'animale viene maltrattato dal suo padrone e Lassie si rifiuta di proseguire per sorvegliarlo. In seguito, Golia si ribella attaccando il padrone e fugge. Gli abitanti della zona, convinti che l'animale sia pericoloso, lo cercano per ucciderlo, ma Lassie riesce a nasconderlo nel bosco fino all'arrivo di Corey, il quale dimostra, avvicinandosi, che Golia non è aggressivo. Il bue viene riportato all'autogrill, cambiando però proprietario. 

## Il salvataggio
- Titolo originale: Trapped

### Trama
Ben, il minatore dell'episodio "Un amore ricambiato", è diventato amico di una coppia di lontre. Un altro anziano del posto, convinto che le lontre abbiano fatto sparire le trote dal fiume, cerca invece di eliminare i due animali con alcune trappole e poi col fucile. Mentre spara alle lontre, però, l'anziano cade in acqua e rischia di annegare: viene salvato da Lassie e dalle lontre stesse, che spingono in acqua un grosso ramo. Corey spiega poi che la diminuzione delle trote non è dovuta alle lontre ma a un'invasione di gamberi, che hanno mangiato le uova dei pesci.